# Route européenne 12
Pour les articles homonymes, voir E12 et Route 12.
Ne doit pas être confondu avec la route européenne 012, située au Kazakhstan.
La route européenne 12 (E12) est une route reliant Mo i Rana à Helsinki,
,.

## Présentation
La longueur de la route est d'environ 910 kilomètres.
Le tronçon du côté finlandais est presque entièrement constitué par la Valtatie 3.
Il y a une liaison par traversier entre Vaasa et Umeå.

## Tracé
Helsinki – Hämeenlinna – Tampere – Vaasa -  - Umeå – Lycksele – Storuman – Mo i Rana,,.

## Route bleue
La route européenne E12 de Mo i Rana à Vaasa fait partie de la route bleue, une route touristique internationale reliant la Norvège à la Russie en passant par la Suède et la Finlande.